# Megascops centralis
Megascops centralis (Cú mèo Chocó) là một loài cú trong họ Cú mèo. Nó được tìm thấy trong các khu rừng đất thấp ẩm ướt ở phía tây Ecuador, miền tây Colombia, Panama và Costa Rica.